# Matthew and the Atlas
Matthew Hegarty, més conegut pel seu nom artístic Matthew and the Atlas, és un cantant, compositor, i multiinstrumentalista britànic de folk-rock que iniciaria la seva carrera musical firmant com a únic artista del seu propi segell Communion l'any 2010. Va començar a compondre cançons d'adolescent als 15-16 anys quan tocava en una banda de rock alternatiu (interpretant música estil System Of A Down i Smashing Pumpkins) però no seria fins anys més tard als 26 anys que s'hi dedicaria de manera seriosa i professional, compartint escenari amb artistes com Bear’s Den i Mumford & Sons.
La crítica l'ha comparat amb el cantautor Bon Iver, tot i que ell en canvi destaca com a inspiracions personals artistes com Nick Drake, Bob Dylan, Leonard Cohen i Tom Waits, així com ha dit ser un gran fan d'escriptors com Damien Jurado, Sufjan Stevens i Joanna Newsom i de bandes com National i Wild Beasts, tot i que el seu lletrista preferit és Neil Young.

## Biografia
La seva primera publicació seria Scavengers l'any 2009 la qual seria una autoedició casolana utilitzant un multi-pistes de 12 pistes, i seria llavors que firmaria pel segell Communion Records, que co-fundaria junt amb Ben Lovett of Mumford & Sons. Però el salt a la fama en la seva carrera es produiria amb els EPs "To The North" (2009) i "Kingdom of Your Own" (2010), i continuà amb un àlbum "Other Rivers" publicat l'any 2014.
El 22 d'abril de 2016 després de tres mesos de gravació publicaria el seu àlbum "Temple" a East Nashville amb Brian Holl i Eric Hillman, treball en el qual hi abocaria idees personals i experiències pròpies com per exemple un apunyalament que va sofrir i que ja n'havia parlat al seu primer àlbum Other Rivers. A Temple però també parlaria de la redempció i de les relacions humanes i de l'esforç per trobar un lloc entre tothom, i se n'aniria amb el seu amic fotògraf Dave Watts per localitzacions remotes de Cornualla i Somerset on prendrien fotografies de paisatges desèrtics, amb una petita figura que es mou a través del vast i desolat paisatge, d'un home petit en un món gran. La coberta i obra gràfica d'aquest àlbum Temple va ser inspirada per la pintura de l'artista Ben Risk "Site of Special Interest" la qual va portar a la idea de localitzacions abandonades i de la figura solitària movent-se pel paisatge, que seria fotografiat per Dave Watts i després se'n generaries també sèries d'imatges GIF en moviment. Degut a la recent paternitat de Matthew però també s'hi veuria reflectida certa perspectiva més acolorida que en anteriors treballs i es veurien algunes escletxes esperançadores en l'obscuritat, amb la redempció trobada en les relacions humanes honestes. El grup Matthew and the Atlas també introduiria una producció més polida i un ús prudent de teclats i percussió electrònica. També viatjarien a Nashville on gravarien amb la formació Foreign Fields. I el mateix any publicarien una variant del seu àlbum que anomenarien Temple (Unplugged), el qual inclouria versions dels mateixos 11 temes de l'àlbum original. Matthew and the Atlas aconseguiria tenir una formació estable amb el mateix Hegarty juntament amb Alex Roberts (guitarra), Tommy Heap (baix i teclats), James Drohan (bateria), i Emma Gatrill (arpa).
L'any 2018 publicaria l'EP "Cali EP", i el 10 de maig de 2019 publicaria el seu àlbum "Morning Dancer", produït per Ali Chant (Perfume Genius, Youth Lagoon, Gruff Rhys) amb el qual Matthew va gravar i mesclar en jornades intensives durant sis setmanes durant les quals participarien també els seus cinc membres de la banda amb la que va de gira. La temàtica del disc girava entorn de l'energia, la intensitat de l'espectacle en viu, els moments confessionals delicats, tot amb tocs pesats de sintetitzador que ja caracteritzaven les seves gravacions de debut, junt amb arranjaments de metall i vents.

## Estil
En els seus primers concerts Matthew tocaria concerts acústics ell sol en petits locals i bars amb només una guitarra acústica i un banjo. Però en un concert a Woking, va conèixer a la pianista Lindsay West i el multiinstrumentalista Dave Millar, i juntament amb ells va formar la primera formació de grup amb el nom Matthew and the Atlas. Aquesta formació però aniria canviant sovint i seria assídua al London's Notting Hill Arts Club on acabarien obtenint el reconeixement de formar part del nou moviment de música folk al Regne Unit.
Les composicions de Matthew Hegarty giren al voltant del que llegeix a llibres, del que escolta en música i del que veu en films que li inspiren idees. També tracta sovint sobre una figura fosca que va néixer a partir d'experiències personals, ja que quan solia despertar-se d'algun malson veia una figura fosca que el rondava i que ell identifica com un record de quan va ser atacat amb un ganivet quan era jove, i del fet de gestionar emocionalment aquell trauma l'estrès va causar que es manifestés en aquesta figura. És a la cançó "Out Of The Darkness" del seu disc Other Rivers on parlaria més d'aquesta experiència.

## Discografia

### Àlbums d'estudi
- Temple (2016)
- Morning Dancer (2019)

### Recopilatoris
- Other Rivers (2014)

### Singles i EPs
- To The North (2009)
- Kingdom of Your Own (2010)
- Palace EP (2017)
- Cali EP (2018)
- Pyres - Single (2019)
- White Bird - Single (2019)
- Calling Long Distance - Single (2019)
- Plaything - Single (2019)
- Pale Sun Rose (with Matthew and the Atlas) - Single (2019)